# Eragrostis condensata
Eragrostis condensata là một loài cỏ thuộc họ Poaceae.
Loài này chỉ có ở Ecuador.